# Hurons
Els hurons eren una confederació índia que parlaven un dialecte iroquès, formada a començaments del segle xvii de la unió de les tribus:
- Wendat o Huró pròpiament dits, que ocupaven entre 18 i 20 llogarrets entre la badia de Georgia i el llac Simcoe fins a la confluència del Saint Laurent, al llac Ontario. Format per les tribus Attignaouantan (Poble de l'Ós), Attigneenongnahac (Poble de la Corda), Arendahronon (Poble de la Roca), i Tohontaenrat (Atahonta'enrat o Tohonta'enrot, Poble del Cérvol).
- Tionontati o Tobacco Nation, que ocupaven el nord de la Península de Niàgara, entre la badia de Georgia i el llac Huró.
- Attawendarok o Nació Neutral, que ocupaven el territori comprès entre Saint Claire, vora l'actual Detroit, i Niagara Falls, junt al Llac Erie.
- Wenrohronon o Wenro, que vivien a la desembocadura del riu Genesee junt al llac Ontario, a Pennsilvània.

El seu nom provenia del francès hure "salvatge de cap pelat", i el país fou anomenat Huronia, però ells s'anomenaven Wendat "illenc". Els Tobacco eren anomenats així pels conreus i comerç del tabac, i els Neutral perquè d'antuvi ho foren en les disputes entre les Cinc Nacions i els Hurons.

## Localització geogràfica
El territori de l'antiga Ouendake/Huronia ocupava la llenca canadenca entre el Llac Huron i el riu Saint Laurent, als actuals Ontario i Quebec. La derrota del 1653 els va fer uns pàries. Un grup s'establí a Quebec, i un altre va anar emigrant cap a Wisconsin, després a Ohio el 1751; d'ací a Kansas el 1842 i finalment a Oklahoma el 1867.

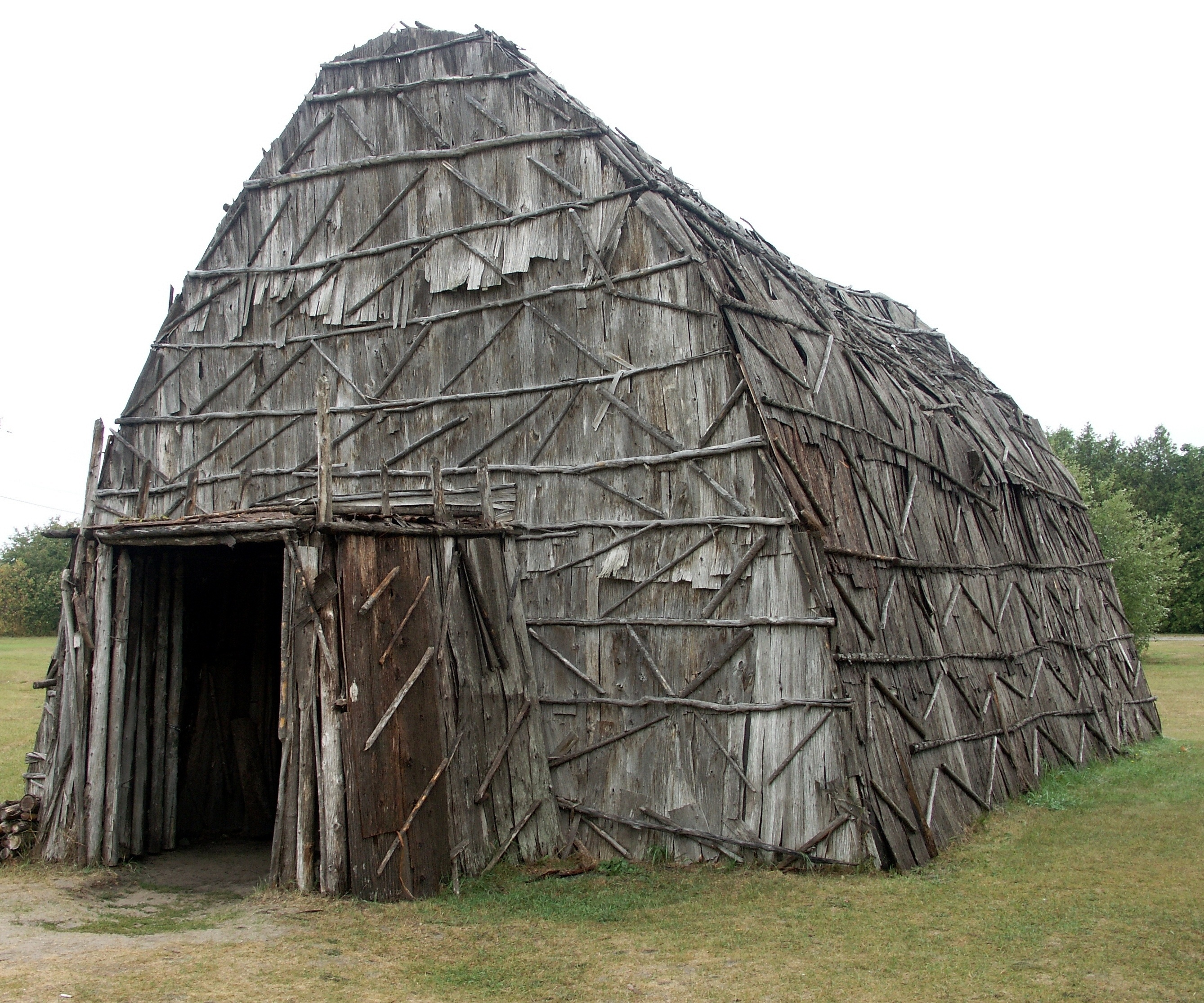
Casa Llarga dels hurons

Actualment estan dividits en els diferents grups:
- Nació Wyandotte, tribu reconeguda federalment amb seu a Oklahoma. Té 4.597 membres registrats
- Nació Huron-Wendat, Primera Nació reconeguda al Quebec. Té 4.040 membres registrats.
- Nació Wyandot de Kansas, tribu no reconeguda amb seu a Kansas. Té 400 membres registrats.
- Nació Wyandot d'Anderdon, tribu no reconeguda amb seu a Michigan. Té 1.200 membres

## Origen del mothuron
Els primers francesos digueren "les Hurons" als wendats a causa de llurs cabells tallats com en els caps de porc senglar, "hures de sangliers".

## Demografia
A començament del segle xviii era una poderosa confederació formada per 20.000 wendats (1621), 8.000 tionontatis (1621), 10.000 attawendaroks (1600) i 600 wenros (1639). La guerra del 1650 amb la Confederació Iroquesa els va delmar moltíssim, de manera que el 1653 només restaven uns 500 attawendaroks a Pennsilvània i un miler de wendats i tionontatis. El 1990 hi havia 2.648 hurons a la reserva Wendake de Loretteville (Quebec), i uns 3.045 escampats pels EUA, principalment a l'antiga reserva Wyandotte (Oklahoma), d'on passaren de 824 el 1960 a 385 el 1990.
La seva llengua està extinta. El darrer parlant de wendat va morir el 1912 a Lorette. Segons dades de la BIA del 1995, hi havia a la Reserva Wyandotte 1.712 habitants (3.666 apuntats al rol tribal). Segons dades del cens dels EUA del 2000, hi havia 1.850 purs, 139 barrejats amb altres tribus, 1.380 barrejats amb altres races i 162 amb altres races i altres tribus, en total 3.531 individus. Al Quebec hi ha 2.975 a la reserva Wendate, dels quals només 1.277 residents. En total 6.506 individus.

## Costums
Vivien en ciutats fortificades amb estacades i cases comunals fetes d'escorça d'om. Conreaven tabac a gran escala, moresc i pèsols, caçaven i pescaven. I qual la terra s'esterilitzava, emigraven vers un altre indret. Es dividien en clans, fratries, famílies, tribus i federacions. La dona tenia molta importància i posseïen un bon codi de lleis, alhor aque havien desenvolupat molt el dret personal. Llur vida religiosa, similar a la dels iroquesos, incloïa cerimònies, balls i sacrificis. Entre d'altres, celebraven la festa de guerra Ononharoia ("posar el cervell al revés") i feien el crit de guerra Wii, amb cants, insults i baralles; era preparada per les dones i el seu origen és atribuït a un gegant que els hurons van trobar als marges d'un llac. Com que no obtingueren una resposta amable a la seva salutació, un d'ells el va ferir al front i ell va sembrar la discòrdia.
Pel que fa als seus orígens, creien que Aataensic, una dona que vivia en el cel, va tenir dos fills, Iouskiha i Tawiscaron; ambdós van crear el món, però finalment es barallaren. Vencé Iouskiha, i se’l considera pare de tots els hurons. Creien en Oki, el cel, al qual li oferien sacrificis cruents de presoners, qui eren torturats fins a la mort (procuraven que no es morissin abans de sortir el sol) i es menjaven ritualment el cadàver. Atacaven els campaments seneca a la recerca de presoners i dones, però pretenien fer proeses, no matances. Endemés, els presoners de guerra que es trobaven joves i sans sovint eren adoptats per la tribu per tal de substituir els guerrers morts en combat. Llur arma era una maça amb cap de pedra o de fusta, substituïda més tard pel tomahawk.

## Història
El primer blanc que els va visitar fou el bretó Jacques Cartier el 1534, qui travessà tot el Saint Laurent el 1534. Es calcula que pels volts del 1590 els clans de l'Os, Corda, Roca i Antílop s'uniren per tal de formar la Confederació Wendat.
Malgrat el paper desenvolupat pel capitost wendat Deganawida i l'attawendarok Djigonsasen en la fundació de la Confederació iroquesa, eren enemics mortals de la confederació. El 1609 foren visitats per Samuel de Champlain, qui els oferí ajut dels agnonha (homes de ferro) contra els atacs mohawk, i així venceren a les batalles de Ticonderoga i de Lac Champlain. Fins i tot un d'ells, anomenat Savignon, va visitar França amb Champlain el 1611. També reberen des del 1621 la visita dels missioners francesos (Le Caron fou el primer el 1615, i va descriure els sacrificis rituals amb tortures), i el 1634 dels jesuïtes.

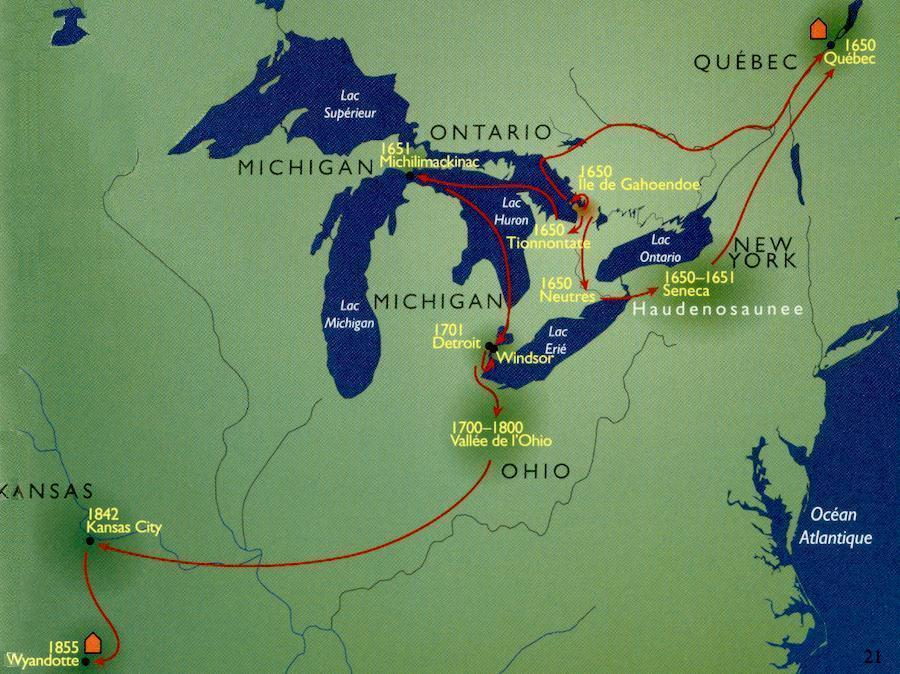
Huronie

Els calcularen a més de 35.000 individus, però el 1625 i el 1640 patiren dues epidèmies de verola, fruit dels contactes amb els europeus, que els reduí a 10.000 individus. L'huró Amantacha (1610-1636) fou batejat i ajudà els jesuïtes, raó per la qual fou assassinat pels iroquesos. Per si no s'hi hagués prou, entre el 1642 i el 1653 esclatà entre ells i els iroquesos l'anomenada Guerra del Castor, esperonada des de bastidors per francesos i anglesos, que anhelaven el control de la zona. Els iroquesos havien exterminat els castors de llurs territoris i en necessitaven més pel comerç de pells amb britànics i neerlandesos. Fou una de les guerres interíndies més cruentes, i representà gairebé l'exterminació dels hurons. El 1677 només en restaven 500, encara que el 1656 els hurons captius entre els seneca constituïen un llogarret sencer, i n'hi havia més de mil entre els onondaga.

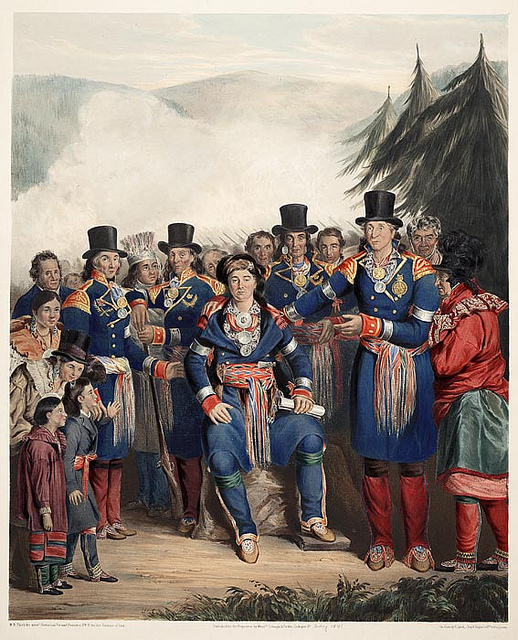
Presentació dels nous caps hurons canadencs

Els supervivents fugiren el 1649 als marges del Mississipi, des de l'illa de Manitoulin fins a Mackinaw i Green Bay (el centre principal era Petun, a l'illa Michilimackinac, al llac Michigan), i el 1661 uns 500 fundarien el llogarret Chequamigon amb els jesuïtes. Però hi foren atacats des del 1670 pels sioux i el 1677 hagueren de tornar a Mackinaw. El 1702 s'establirien a Detroit amb els missioners jesuïtes francesos, però el 1723 hagueren de passar pel tràngol humiliant de demanar l'admissió a la Confederació iroquesa. El 1745, finalment, constituirien un llogarret a Sandusky (Ohio), on adoptaren el nom de wyandots. El seu cap, Orontony, però, el 1747 se n'anà amb cent guerrers a Indiana. Per altra banda, el 28 de juny del 1650 un altre grup de 400 hurons partí al Quebec amb els francesos i cercaria diversos emplaçaments: Orleans (1651-1656), Beauport (1668-1689) i Lorette (1673).
El 1772 els francesos els cediren 1.352 acres i hi formaren l'establiment de Quarante Arpentres, vora Lorette. El 1851 el govern canadenc els donà 9.600 acres més a Cabane d'Automne. Ambdós, però, els van vendre al govern canadenc el 1903 i el 1904 respectivament, i tornaren a Loretteville.
Pel que fa als dels EUA, donaren suport a Pontiac en la guerra del 1763; el 1782 foren subjugats pel coronel Crawford i el 1789 signarien el primer tractat amb els EUA juntament amb els sauk i fox, ottawa, lenapes i potawatomi. El 3 d'agost del 1795 en signaren un altre pel qual tenien llibertat de cacera en les terres cedides als EUA, de manera que el 1805 cediren llurs terres a Sandusky i marxaren cap a Ohio. Durant la Guerra del 1812 donaren suport a Tecumseh (cabdill shawnee), però el 22 de juliol del 1814 signaren un pacte d'amistat amb els EUA. Tot i així, els imposaren el Tractat del 1815 pel qual cedien els terres entre Ohio i Michigan.
El 29 de setembre del 1817 signaren el Tractat de Rapids of Maumee, pel qual les terres índies no eren subjectes a impostos i rebien 5.000 acres a Michigan. Tanmateix, el 1818 les van vendre per traslladar-se a Upper Sandusky (Ohio) i als marges del Llac Huró. El 1842 es van veure obligats a vendre novament les terres i a traslladar-se a Kansas, fins que el 1867 les van vendre i s'establiren definitivament a una reserva de Territori Indi (Oklahoma). El 1875 els seus delegats Matthew Mudeater i Nicholas Cotter temptaren d'evitar la pèrdua de terres, però des del 1890, la reserva fou dividida en parcel·les individuals de 160 acres per individu, fins que el 1901 fou abolida definitivament.
El 1973 es publicà l'estudi First among the hurons on s'analitza els problemes de la reserva de Lorette. L'autor fou Max Gros-Louis, cap dels hurons de Quebec el 1964-1984 i novament des del 1987. Ha estat el sol cap indi a donar suport a una eventual independència del Quebec, ja que la gran majoria són francòfons. El 1988 vivien 959 a la reserva i 1.051 més als voltants, dedicats majoritàriament a fabricar canoes de fusta. Pel que fa als dels EUA, més dispersos, el 1986 els dirigents Leaford Bearskin i Jim Bland protestaren davant les autoritats per les restriccions que patien els hurons en atenció sanitària.

## Llista d'hurons
- Joseph Chihoatenhwa
- The Crane
- Max Gros-Louis
- Leaford Bearskin
- Lyda Conley
- George Zane III
- David Seals
- Georges Sioui
- Allison Adelle Hedge Coke